# Konsistens (filosofi)
Konsistens (av latinets consistere, "bestå", "hålla") är ett semantiskt begrepp inom logiken. Det härrör från kravet att ett logiskt system inte skall innehålla något teorem som är en självmotsägelse. Således skall i ett formellt system, en axiomuppsättning eller en teori inte kunna härledas två teorem, av vilka det ena är det andras negation.
Enkel konsistens. Ett system S är enkelt konsistent om och endast om för ingen formel A i S, både A och negationen av A är teorem i S. 
Absolut konsistens. Ett system är absolut konsistent om och endast om åtminstone en formel i S inte är ett teorem i S.
Om S är ett formellt system i vilket för varje formel A det finns en formel, som uttrycker negationen till A, så gäller:
Om S är enkelt konsistent, så är det absolut konsistent.
Ett system, som inte är konsistent kallas inkonsistent.
Inom språkfilosofin har termen en liknande mening; en satsmängd är konsistent om alla ingående satser är sanna under samma tolkning. Ett annat sätt att uttrycka detta på är att en satsmängd är konsistent endast om mängden har en modell.
Konsistens används även i en tredje mening, i pragmatisk mening. I denna mening är ett språkligt yttrande performativt inkonsekvent om själva yttrandet medför att minst ett omdöme som impliceras av talakten är falskt. Ett exempel på en performativ inkonsekvens är talakten "Jag är tyst just nu", eller "Jag säger inte detta".